# Rusted Pieces
Rusted Pieces es un home video estrenado en 1991 por la banda Megadeth. Contiene 6 videos sin censura, Dave Mustaine y David Ellefson comentándolos. Antes Holy Wars...The Punishment Due, Marty Friedman y Nick Menza se presentan como los nuevos integrantes para la banda en ese entonces.

## Lista de canciones
1. Peace Sells (del álbum de 1986, Peace Sells...But Who’s Buying?)
2. Wake Up Dead (del álbum de 1986, Peace Sells...But Who’s Buying?)
3. In My Darkest Hour (del álbum de 1988, So Far, So Good...So What!)
4. Anarchy in the U.K. (del álbum de 1988, So Far, So Good...So What!)
5. Holy Wars...The Punishment Due (del álbum de 1990, Rust in Peace)
6. Hangar 18 (del álbum de 1990, Rust in Peace)